# Super Meat Boy Forever
Super Meat Boy Forever är ett sidscrollande plattformsspel utvecklad av Team Meat till Nintendo Switch, Playstation 4, Xbox One, iOS, Android, Microsoft Windows och Linux. Super Meat Boy Forever blev ursprungligen planerad som en version av Super Meat Boy endast för mobiltelefoner, och utvecklades gradvis till en fullfjädrad uppföljare med ett nytt kontrollschema och slumpmässigt genererade nivåer.